# Градница (Добричская область)
Градница (болг. Градница) — село в Болгарии. Находится в Добричской области, входит в общину Тервел. Население составляет 408 человек.
До 1942 года называлось Пирли-Кёй (болг. Пирли кьой, тур. Pirliköy).

## Политическая ситуация
В местном кметстве Градница, в состав которого входит Градница, должность кмета (старосты) исполняет Мехмедали Осман Мехмедали (Движение за права и свободы (ДПС)) по результатам выборов.
Кмет (мэр) общины Тервел — Живко Жеков Георгиев (Болгарская социалистическая партия (БСП)) по результатам выборов.